# Hud (sura)

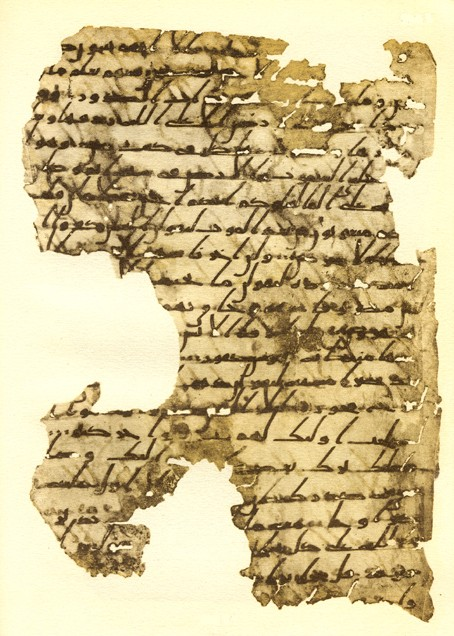
Vers 4-13 i Sura Hûd.

Hûd (arabiska: سورة هود, Sūratu Hūd) är den elfte suran i Koranen med 123 verser ayat. Den är uppkallad efter profeten Hud, även om berättelsen om Hud bara täcker en liten del av suran; vers 50-60.